# タン・スリ・ダト・ハジ・ハッサン・ユーヌス・スタジアム
タン・スリ・ダト・ハジ・ハッサン・ユーヌス・スタジアム(英: Tan Sri Dato Haji Hassan Yunos Stadium)、通称ラルキン・スタジアム(英: Larkin Stadium)は、マレーシア、ジョホール州のジョホールバルにある多目的スタジアムである。

## 概要
1964年に設立された。収容人数は30,000人。主にサッカーの試合に用いられる。
1997年には1997 FIFAワールドユース選手権の会場として使用されたほか、1998 FIFAワールドカップ・アジア予選のアジア第三代表決定戦が開催され、この地でサッカー日本代表がイラン代表を延長戦の末に破って初のFIFAワールドカップ出場を果たしている。
マレーシア・スーパーリーグに所属するジョホール・ダルル・タクジムFCがホームスタジアムとして使用していたが、2020年にスルタン・イブラヒム・スタジアムに本拠地を移転している。
従来は天然芝のピッチであったが、2023年8月にマレーシアでは初めてハイブリッド芝を導入した。

## アクセス
ジョホールバルのラルキン・バスターミナルよりタクシーで約5分。